# Mellicta
Mellicta är ett släkte av fjärilar. Mellicta ingår i familjen praktfjärilar.

## Dottertaxa tillMellicta, i alfabetisk ordning[1]
- Mellicta aceras
- Mellicta acerasia
- Mellicta alatauica
- Mellicta alba
- Mellicta albida
- Mellicta albimacula
- Mellicta alpestris
- Mellicta altaica
- Mellicta ambigua
- Mellicta amparoi
- Mellicta amurensis
- Mellicta anatolica
- Mellicta aphaea
- Mellicta aquilari
- Mellicta aranensis
- Mellicta asiae
- Mellicta asiaefrigida
- Mellicta asteria
- Mellicta asteriades
- Mellicta asteriae
- Mellicta aterrimevittata
- Mellicta athalia
- Mellicta athalides
- Mellicta athalioides
- Mellicta atrovittata
- Mellicta aurelia
- Mellicta aureliaeformis
- Mellicta aureliaesimilis
- Mellicta aurelianigrobscura
- Mellicta aurelitoides
- Mellicta austera
- Mellicta barnumi
- Mellicta barthae
- Mellicta bathilda
- Mellicta beata
- Mellicta benacensis
- Mellicta berisalella
- Mellicta berisalensis
- Mellicta berisalii
- Mellicta biedermanni
- Mellicta bifasciata
- Mellicta blachieri
- Mellicta bolivari
- Mellicta borealis
- Mellicta boris
- Mellicta britanna
- Mellicta britomartis
- Mellicta carsicola
- Mellicta caucasica
- Mellicta caucasogenita
- Mellicta celadussa
- Mellicta centralasiae
- Mellicta centroposita
- Mellicta chappuisi
- Mellicta charlotta
- Mellicta cincta
- Mellicta cinerea
- Mellicta cinnamomea
- Mellicta cinxiodictynnoides
- Mellicta ciscaucasica
- Mellicta commacula
- Mellicta communis
- Mellicta completa
- Mellicta confulgens
- Mellicta conica
- Mellicta coreae
- Mellicta corythalia
- Mellicta corythalina
- Mellicta corythallia
- Mellicta crassepicta
- Mellicta csikii
- Mellicta cymothoe
- Mellicta deficiens
- Mellicta deione
- Mellicta deioneformis
- Mellicta dejone
- Mellicta dejonella
- Mellicta dejonides
- Mellicta delminia
- Mellicta demarginata
- Mellicta diaminoides
- Mellicta dictynnaesimilis
- Mellicta dictynnoides
- Mellicta dioszeghyi
- Mellicta distans
- Mellicta divergens
- Mellicta dorfmeisteri
- Mellicta elongata
- Mellicta eos
- Mellicta escalerai
- Mellicta espunaensis
- Mellicta evittata
- Mellicta faivrei
- Mellicta fallax
- Mellicta fasciata
- Mellicta felkeli
- Mellicta fennica
- Mellicta fiorii
- Mellicta flavescens
- Mellicta flavoelongata
- Mellicta frigidaltaica
- Mellicta fruhstorferi
- Mellicta fulla
- Mellicta funesta
- Mellicta fuscissima
- Mellicta gilbon
- Mellicta grisea
- Mellicta hastensis
- Mellicta helvetica
- Mellicta hertha
- Mellicta hisopa
- Mellicta hispanica
- Mellicta iberagigas
- Mellicta iberanana
- Mellicta iberica
- Mellicta illyrica
- Mellicta imitans
- Mellicta imitatrix
- Mellicta inanis
- Mellicta indigna
- Mellicta interligata
- Mellicta jordisi
- Mellicta jupini
- Mellicta kalaszensis
- Mellicta kaposensis
- Mellicta kenteana
- Mellicta kolymskya
- Mellicta koreana
- Mellicta lachares
- Mellicta lacustris
- Mellicta latefascia
- Mellicta latonigena
- Mellicta lepontica
- Mellicta leucippe
- Mellicta leucophana
- Mellicta ligata
- Mellicta ligustica
- Mellicta limera
- Mellicta limeraparthenoidemima
- Mellicta lucasi
- Mellicta luceria
- Mellicta luciflua
- Mellicta lucifuga
- Mellicta magna
- Mellicta mandschurica
- Mellicta mariae
- Mellicta martai
- Mellicta marussia
- Mellicta matrica
- Mellicta maxima
- Mellicta maximaeformis
- Mellicta mayi
- Mellicta mediofasciata
- Mellicta mehadiensis
- Mellicta melanalbinotica
- Mellicta melangraphata
- Mellicta melanina
- Mellicta melanodes
- Mellicta melathalia
- Mellicta melicerta
- Mellicta melida
- Mellicta mendrisiota
- Mellicta menetriesi
- Mellicta mevania
- Mellicta michielli
- Mellicta microdelminia
- Mellicta micromelanica
- Mellicta minor
- Mellicta mirabilis
- Mellicta mirefasciata
- Mellicta mixtaceladussa
- Mellicta mixtalpicola
- Mellicta molpadia
- Mellicta mongolica
- Mellicta murakumo
- Mellicta mussinae
- Mellicta naszalensis
- Mellicta navarina
- Mellicta nevadensis
- Mellicta nigrathalia
- Mellicta nigriornea
- Mellicta nigrobella
- Mellicta nigrobscura
- Mellicta nigrocingulata
- Mellicta nigrolunulata
- Mellicta nigromarginata
- Mellicta nigropunctata
- Mellicta niphona
- Mellicta nitida
- Mellicta noctula
- Mellicta norwegica
- Mellicta nossis
- Mellicta oberthuri
- Mellicta obscura
- Mellicta obscuramaxima
- Mellicta obsoleta
- Mellicta ocellata
- Mellicta orientalis
- Mellicta orientalpicola
- Mellicta pacifica
- Mellicta paleatincta
- Mellicta parnassiotropa
- Mellicta partheniaesimilis
- Mellicta parthenides
- Mellicta parthenie
- Mellicta parthenoidemima
- Mellicta parthenoides
- Mellicta parthenope
- Mellicta parthenopsis
- Mellicta parvahispanica
- Mellicta parvanigra
- Mellicta parvaurelia
- Mellicta permixta
- Mellicta petricola
- Mellicta phaisana
- Mellicta phaisanella
- Mellicta philomena
- Mellicta phoibophila
- Mellicta phyciodina
- Mellicta piana
- Mellicta plena
- Mellicta plotina
- Mellicta poedotrophos
- Mellicta poenina
- Mellicta polaris
- Mellicta postcarsicola
- Mellicta postdelminia
- Mellicta postdivergens
- Mellicta postfuscofasciata
- Mellicta postluciflua
- Mellicta postmelangraphata
- Mellicta postmelathalia
- Mellicta postmelida
- Mellicta postsubluciflua
- Mellicta postvividior
- Mellicta praestantior
- Mellicta progressa
- Mellicta progressiva
- Mellicta pseudathalia
- Mellicta pseudaurelia
- Mellicta pseudodelminia
- Mellicta pseudodictynna
- Mellicta pseudorhaetica
- Mellicta pusilla
- Mellicta pygmaea
- Mellicta pyronioides
- Mellicta radiata
- Mellicta rafaela
- Mellicta rebeli
- Mellicta reticulata
- Mellicta retyezatica
- Mellicta rhaetica
- Mellicta rhodoleuca
- Mellicta rhoio
- Mellicta rondoui
- Mellicta rosinae
- Mellicta royoi
- Mellicta rühli
- Mellicta sachalinensis
- Mellicta sajanskalpina
- Mellicta samonica
- Mellicta scandinavica
- Mellicta scardona
- Mellicta segusiana
- Mellicta seminigra
- Mellicta semiplena
- Mellicta semiradiata
- Mellicta septentriorientis
- Mellicta serotina
- Mellicta sibirica
- Mellicta sicula
- Mellicta siculapinguis
- Mellicta signata
- Mellicta sikkimensis
- Mellicta sohana
- Mellicta songtonia
- Mellicta spadana
- Mellicta speyeri
- Mellicta sphines
- Mellicta subhelvetica
- Mellicta subluciflua
- Mellicta submaxima
- Mellicta subnigrescens
- Mellicta subtusnigrescens
- Mellicta subtus-ocellata
- Mellicta suessula
- Mellicta sutschana
- Mellicta synexergica
- Mellicta szadaensis
- Mellicta taurinorum
- Mellicta tectensis
- Mellicta tenuicula
- Mellicta tenuis
- Mellicta teriolensis
- Mellicta tessellata
- Mellicta tessinorum
- Mellicta tinica
- Mellicta transitoria
- Mellicta tricolor
- Mellicta turiniensis
- Mellicta uncummimans
- Mellicta unifasciata
- Mellicta valsunga
- Mellicta varia
- Mellicta variabella
- Mellicta varioides
- Mellicta varissima
- Mellicta veletaensis
- Mellicta veragrorum
- Mellicta verbanica
- Mellicta verocensis
- Mellicta veronicae
- Mellicta vesubiana
- Mellicta vesubiella
- Mellicta virgata
- Mellicta vividior
- Mellicta vividocolore